# François-Auguste Biard
Pour les articles homonymes, voir Biard (homonymie).
François-Auguste Biard, pseudonyme de François Thérèse Biard, est un peintre français né le 29 juin 1799 à Lyon et mort le 20 juin 1882 à Samois (Seine-et-Marne).

## Biographie

### Formation
Bien que destiné par ses parents à l’état ecclésiastique, François-Auguste Biard se consacre à la peinture. Il commence à peindre dans une fabrique de papier peint lyonnaise, puis rejoint l'École des beaux-arts de Lyon où il sera formé par Pierre Révoil jusqu'en 1818, puis par Fleury Richard qui lui succède à la tête de l'école. Toutefois, Biard reste un élève relativement autonome qui ne suit la formation que par intervalles plus ou moins réguliers. Il est qualifié d'autodidacte.
Il se met ensuite à voyager et parcourt l’Italie, les îles de la Grèce et le Levant. À son retour, il expose au salon de 1818 son premier tableau de genre, Les Enfants perdus dans la forêt, que la gravure rendit bientôt populaire, puis il entreprend d’autres voyages dans différentes contrées européennes.

### Un peintre voyageur
Lors du premier Salon parisien auquel il participe, en 1824, il est accueilli très favorablement par les critiques et plus particulièrement par Auguste Jal, à l'inverse de ses collègues, élèves, eux aussi, de Révoil.
En 1824, l'archevêché commande quatre tableaux aux élèves de Pierre Révoil. Biard fait partie des peintres sollicités. Il peint alors Saint Pothin apportant dans les gaules l'image de la mère de Dieu.
La même année il participe au Salon de Paris. Il participera de manière régulière aux Salons de Paris mais restera fidèle également aux Salons lyonnais. Il sera soutenu par la monarchie de Juillet, qui acquiert plusieurs de ses tableaux.
À partir de 1827, Biard entame une série de longs voyages. Il commence par faire un tour du bassin méditerranéen. Il fait escale à Malte, à Chypre, en Syrie, puis en Égypte. Il rentre ensuite à Paris. 

### Léonie
En 1839, il participe à l’expédition scientifique dirigée par Joseph Paul Gaimard, au Spitzberg et en Laponie, avec sa fiancée, l’écrivaine Léonie d'Aunet, qui publia le récit de ce voyage en 1854, sous le titre Voyage d’une femme au Spitzberg. Il tire plusieurs tableaux de ce voyage et peint quatre panneaux à décor nordique pour le Muséum national d'histoire naturelle à Paris.
Il épouse Léonie d'Aunet le 23 juillet 1840, à Paris. Le couple a une fille, Henriette Marie Adélaïde, née le 14 octobre 1840, et un fils, né en 1844, devenu diplomate sous le nom de Georges Biard d'Aunet.
En 1843 Léonie devient la maîtresse de Victor Hugo. Le 5 juillet 1845, elle est surprise avec Hugo en flagrant délit d’adultère dans un hôtel du passage Saint-Roch. Le commissaire laisse partir Hugo lorsque celui-ci invoque son inviolabilité de statut de pair de France, mais Léonie Biard est arrêtée et emmenée à la prison Saint-Lazare. Au bout de deux mois, elle est transférée au couvent des Dames de Saint-Michel. 
Elle entre dans la carrière littéraire sous son nom de jeune fille, après sa séparation judiciaire de son mari en 1855.

### Voyages aux Amériques
François-Auguste Biard peint parfois des tableaux inspirés de la Bible (Sainte Marie-Madeleine, Salon de 1827), de la littérature (Gulliver dans l’ïle des géants, Salon de 1852) ou de l’histoire (Hudson abandonné par son équipage en 1610, Salon de 1852).

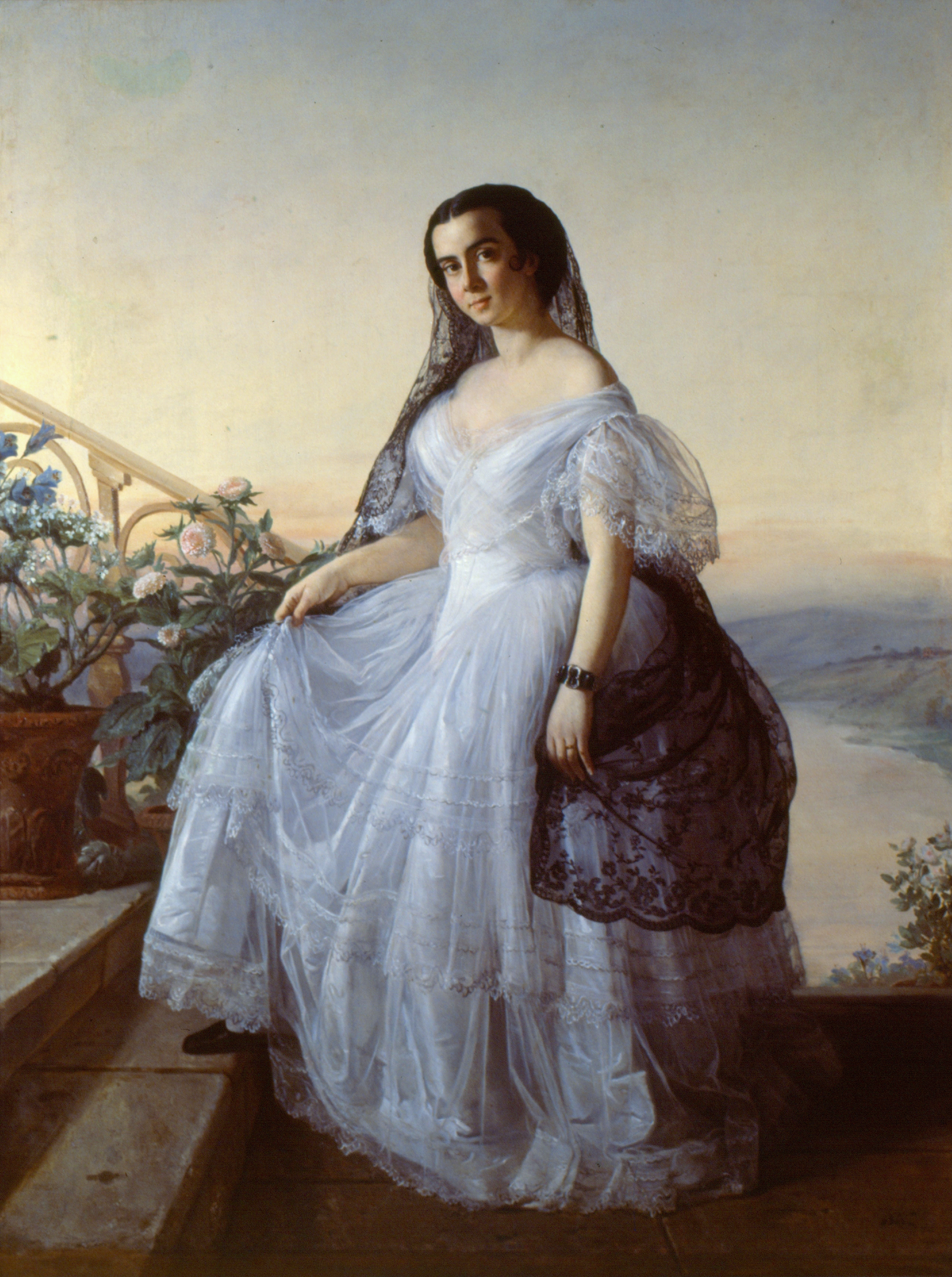
Portrait de femme, Rio de Janeiro, musée national des Beaux-Arts.

Vers 1858, il séjourne deux ans au Brésil. Il reste environ un an à Rio de Janeiro où il côtoie l'aristocratie brésilienne et travaille à la cour de l’empereur Pedro II, son ami, et il effectue des expéditions dans l’intérieur du pays et ensuite en Amazonie. Plusieurs toiles évoquent ce voyage. Biard est invité en 1859 pour enseigner à l’Académie des beaux-arts de Rio (fondée par la Mission artistique française de 1816), mais il reçoit l’invitation pendant son voyage en Amazonie et donc il la décline.
Avant son retour du Brésil, Biard passe par l’Amérique du Nord. Il en témoigne dans sa toile Comment on voyage en chemin de fer dans l’Amérique du Nord (Salon de 1861). Plusieurs toiles évoquent également l’attention qu’il porte à l’esclavagisme.
Outre plusieurs médailles — il est trois fois médaillé au Salon —, il reçoit la croix d’honneur en 1838. Si les tableaux que lui inspirent son voyage au pôle nord sont l’objet de critiques pour la monotonie de la composition et l’exagération des effets, c’est dans le genre familier que Biard acquiert une réputation, notamment par les qualités de mouvement et d’expression de ces œuvres, dont Une famille de mendiants et La Diseuse de bonne aventure au musée des Beaux-Arts de Lyon, Les Comédiens ambulants au château de Fontainebleau, Le Baptême sous les tropiques, Le Bon Gendarme, Les Honneurs partagés, La Sortie d’un but masqué, La Traversée du Havre à Honfleur, Mal de mer sur une corvette anglaise au Dallas Museum of Art, Le Conseil de révision, Un plaidoyer en province, L’Abolition de l’esclavage (27 avril 1848).
Le travail de François Biard ne fait pas l'unanimité. Si les critiques parisiens comme Auguste Jal puis Delécluse en font l'apologie et que de nombreux personnages de l'aristocratie comme le duc d'Orléans le soutiennent, à Lyon en revanche l’accueil est beaucoup plus sec et cela s’accentue après 1870. On lui reproche principalement l'humour et les caricatures qu'il glisse dans ses tableaux et qui font leur particularité. Il restera un peintre mal-aimé, jusqu'à être renié par Lyon. Cependant nombre de ses œuvres ont été exposées au musée des Beaux-Arts de Lyon.
Biard publie la relation de son voyage au Brésil, sous le titre Deux années au Brésil, illustré de 180 gravures (1862, gr. in-8°, fig.),. Cette relation sera très utilisée par Jules Verne dans la rédaction des descriptions (mœurs indiennes et paysages) de son roman La Jangada. Jules Verne le cite d'ailleurs dans la première partie au chapitre V est écrit « le trop fantaisiste peintre Biard ». Cette qualification régulière de « fantaisiste » vient pourtant en réalité de son illustrateur Édouard Riou qui a repris ses croquis et non des croquis de Biard.

## Style
Au XIXe siècle, François-Auguste Biard est particulièrement connu pour ses peintures de paysages exotiques. Ses œuvres, qui font preuve d'une très grande minutie et d'un sens du détail, témoignent de sa formation lyonnaise. Il répond en effet à certains codes de l'École des beaux-arts de Lyon tels les paysages très détaillés ou les couleurs denses.
Biard aime glisser dans ses paysages des scènes de vie souvent ironiques ou humoristiques, mais jamais grinçantes, comme dans son tableau Le Mal de mer à bord d'une corvette anglaise (1857). Seuls les paysages extrêmes sont représentés à l’état brut comme les aurores boréales. 
Le goût de l’exotisme et du détail sont caractéristiques de l’œuvre de François Biard. Ils témoignent également d'une influence de l'école hollandaise, allemande et surtout anglaise. Le style de William Hogarth ou de David Wilkie et celui de Biard se rejoignent sur certains aspects du romantisme.
François Biard est principalement un grand voyageur qui s'inspire et se forme au cours de ses multiples périples.
La découverte de nouveaux paysages influence énormément la peinture de Biard. Il travaille à l'aide de croquis et n'hésite pas à aller sur le motif. Au retour de son périple en orient il peint des scènes historiques orientales comme Le Prince de Joinville visite dans le Liban, ou Le Village d'Heden qu'il présente en 1846 au Salon de Versailles. Il est donc un peintre qu'on peut associer au naturalisme[Information douteuse].
Il s’appuie également sur des reportages ethnographiques afin d'avoir des représentations très réalistes. Le travail de Biard est un travail documenté et vériste. C'est un peintre d'histoire, qui aime à représenter des relevés et des constats d'ordre ethnographique. Il utilisera toute sa vie ses notes de voyages.
Il aborde également des sujets plus politiques comme la question de l'esclavage. En 1833 il peint La Traite des noirs. Le tableau étonne par l'impartialité avec laquelle il aborde cette question. 
Cependant, si Biard est particulièrement connu pour ses peintures de paysages, son œuvre est particulièrement hétéroclite. Il peint aussi bien des scènes religieuses que des scènes historiques, militaires ou quotidiennes. Il est aussi portraitiste à la cour du roi Louis-Philippe. Cette multiplicité déstabilise et divise l'opinion. Il est apprécié par Prosper Mérimée, Alfred de Musset, Théophile Gautier. En revanche Charles Baudelaire a une très mauvaise impression sur lui.
Biard est un peintre autonome dans le monde de l'art mais également très populaire au XIXe siècle. Peintre voyageur mais aussi peintre officiel de la cour de Louis-Philippe, il obtient de nombreuses récompenses pour son travail. Il reçoit deux médailles d'argent en 1833.

## Œuvres

### L'Abolition de l'esclavage dans les colonies françaises en 1848

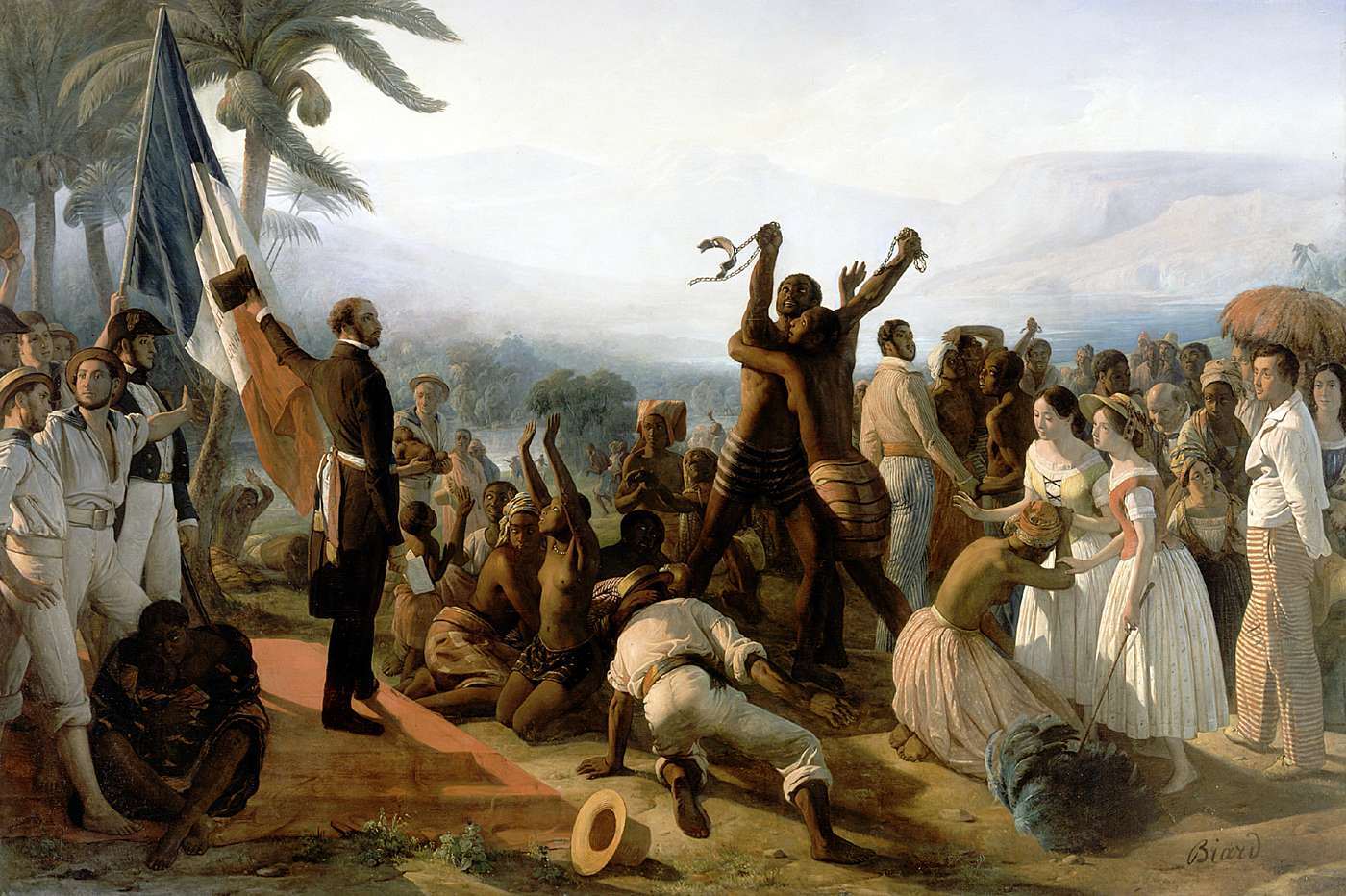
L'Abolition de l'esclavage dans les colonies françaises en 1848 (1848-1849), château de Versailles.

L'Abolition de l'esclavage dans les colonies françaises en 1848 de François-Auguste Biard est une huile sur toile de 260 × 392 cm conservée au château de Versailles.
La scène représente l'abolition de l’esclavage dans les colonies françaises. On assiste à la scène de l’émancipation du peuple esclave en 1848 en France. On aperçoit deux esclaves noirs, au centre, qui s’enlacent, représentés avec des chaînes brisés, image de leur liberté juste acquise. Les autres esclaves ne sont toujours pas levés mais sont agenouillés en reconnaissance devant la personne qui a déclaré l’abolition de l’esclavage.

### Combat contre des ours blancs

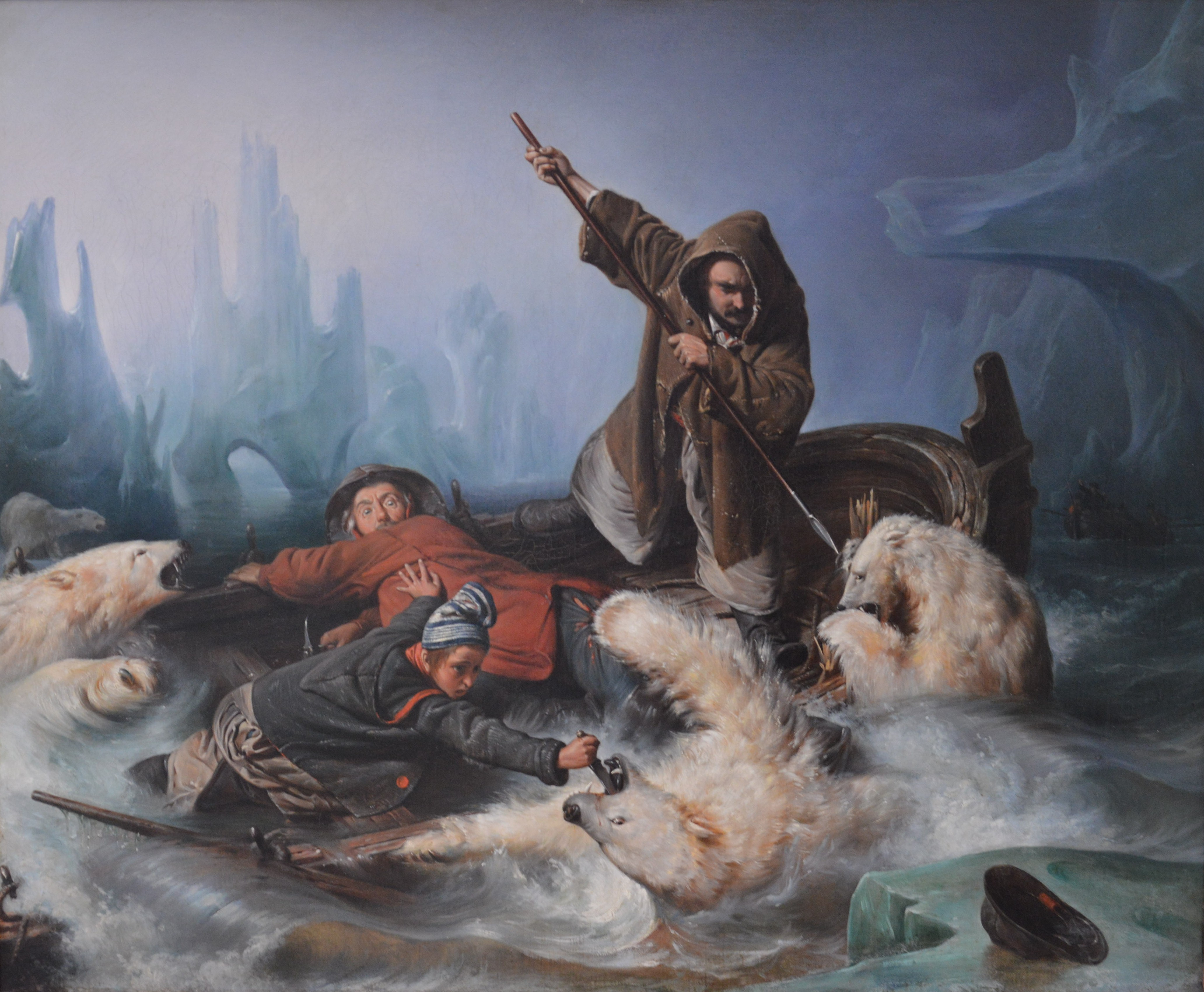
Combat contre des ours blancs (1839), Tromsø au musée des Beaux-Arts.

Huile sur toile (50 × 62 cm), peinte en 1839, et conservée à Tromsø au musée des Beaux-Arts de la Norvège du Nord, Combat contre des ours blancs représente un paysage glacial avec un arrière-plan très clair composé de banquises. Au centre figurent trois voyageurs sur une barque attaqués par des ours polaires.

## Récompenses
- Quelques prix à l'École des beaux-arts de Lyon en classe de principes.
- Médaille d’or de deuxième classe au Salon de 1827 pour La Diseuse de bonne aventure.
- Médaille de première classe aux salons de 1836 et 1848.
- Nommé chevalier de la Légion d’honneur avec citation pour son tableau Le Désert est piquant d’effet et d’une grande vérité locale, le 9 juin 1838.

## Expositions
- 1833 : Douai, Des sorcières modernes (médaille d’argent), Un curé et sa servante dévalisés dans le défilé de la Sierra Morena, Un concert de fellahs égyptiens aux environs d’Alexandrie.
- 1833 : Arras, Des sorcières modernes (2e médaille d’argent, section « Genre »), Un curé et sa servante dévalisés dans le défilé de la Sierra Morena, Un concert de fellahs égyptiens aux environs d’Alexandrie.
- 1835 : Douai, L’hôpital des folles à Lyon (grande médaille d’argent).
- 1835 : Valenciennes, Intérieur de l’hôpital des folles à Lyon (médaille d’argent, section « Grands tableaux de genre »).
- 1837 : Douai, Les Suites d’un naufrage.
- 1838 : Cambrai, Les sorcières modernes.
- 1838 : Arras : La Traite des nègres, Le Divertissement troublé, Bords du Rhin, Distribution de prix dans une école allemande (médaille d’argent 1re classe, section « Tableaux de genre).
- 1838 : Valenciennes, Le Triomphe de l’embonpoint, Scène de douane à la frontière, La Suite d’un naufrage.
- 1841 : Boulogne-sur-Mer, Le Baptême sous la ligne, Les Demoiselles à marier.
- 2020-2021 : Maison de Victor Hugo, Paris, François Auguste Biard, peintre voyageur [exposition non ouverte au public en raison des confinements[20]]
- 2023 : Musée Hébert, La Tronche, département de l'Isère, Le monde en scène, François-Auguste Biard (1799-1882)[21]

## Collections publiques

### Brésil
- Rio de Janeiro, musée national des Beaux-Arts : Portrait de femme, huile sur toile, 214,5 × 159 cm.

### États-Unis
- Musée d'Art de Dallas :
  - Mal de mer sur une corvette anglaise

### France
- Bayeux, musée d'Art et d'Histoire Baron-Gérard :

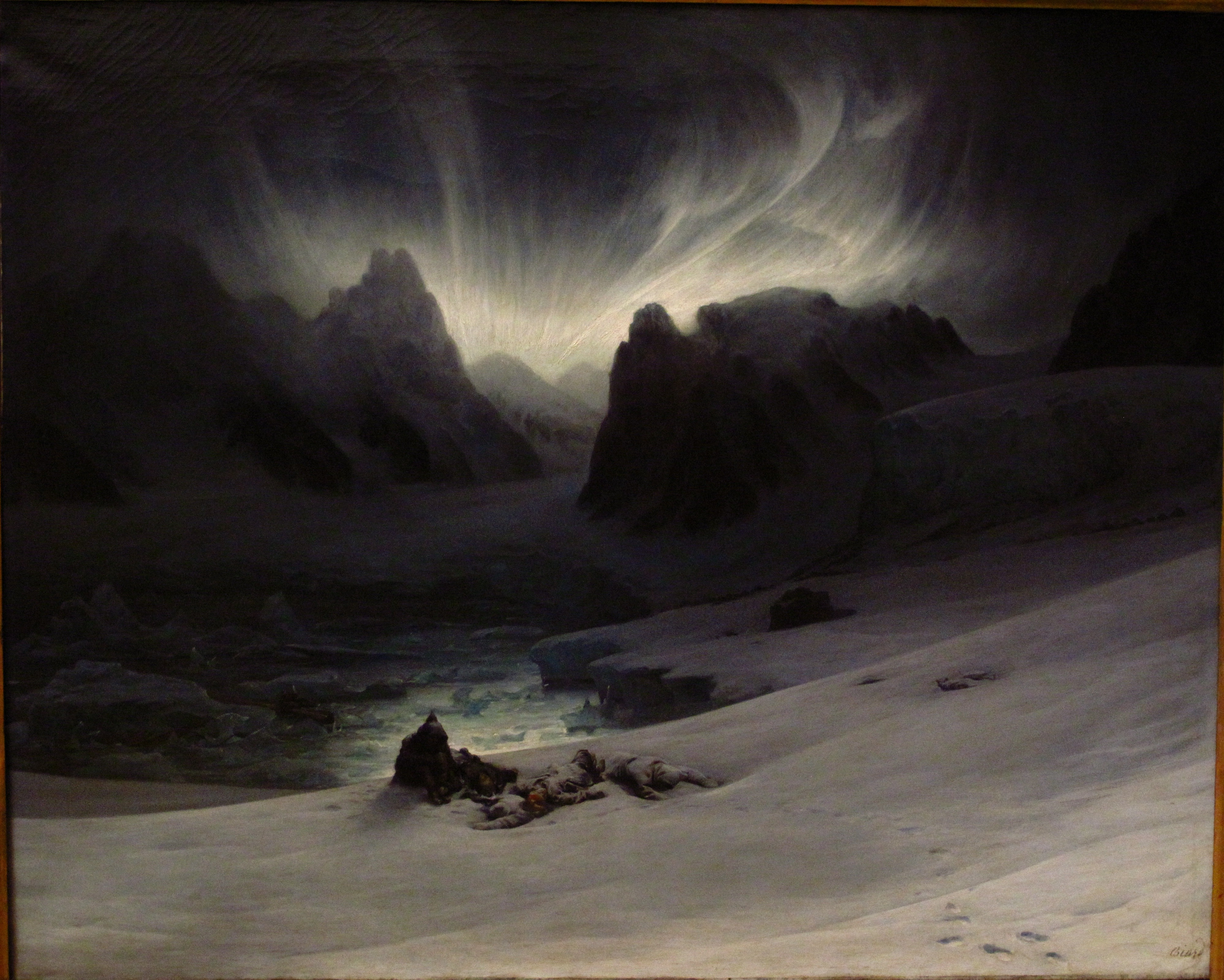
Magdalena Bay. Vue prise de la presqu'île des Tombeaux, au nord du Spitzberg. Effet d'aurore boréale (1840), Paris, musée du Louvre.

  - Chasseurs norvégiens au Spitzberg ;
  - Kayaks esquimaux, le baiser.
- Compiègne, musée national du palais de Compiègne :
  - Le Salon de M. le comte de Nieuwerkerke, directeur général des musées impériaux, intendant des Beaux-Arts de la Maison de l’Empereur, membre de l’Institut, 1855, huile sur toile, 200 × 265 cm[22] ;
  - Une soirée au Louvre chez le comte de Nieuwerkerke en 1855, huile sur toile, 168 × 233 cm.
- Dieppe, château-musée : Vue de l’océan glacial, pêche au morse par des Groënlandais, 1841, huile sur toile, 130 × 163 cm.
- Évreux, musée d'Évreux : Jeune femme turque assise[23].
- Fontainebleau, château de Fontainebleau : Les Comédiens ambulants, 1833, huile sur toile, 134 × 193 cm[24].
- La Rochelle, musée du Nouveau Monde : La Fabrication du curare dans la forêt vierge du Brésil, 1862-1865, huile sur toile, 80 × 100 cm[25].
- Nîmes, musée des Beaux-Arts : Tribu arabe  surprise par le  simoun ou vent du désert, 1833, huile sur toile, 65 × 90 cm[26].
- Paris, musée du Louvre :
  - Magdalena Bay. Vue prise de la presqu’île des Tombeaux, au nord du Spitzberg. Effet d’aurore boréale, 1841, huile sur toile, 130 × 163 cm[24] ;
  - Quatre heures au Salon dans la Grande galerie du Louvre, 1847, huile sur toile, 57 × 67 cm[27] ;
  - Santon prêchant les bédouins, Salon 1833, huile sur toile, 65,5 × 100,2 cm[26].
- Poitiers, musée Sainte-Croix : Sultane dans un intérieur, vers 1835, huile sur toile, 65,6 × 54,4 cm[28].
- Rouen, musée des Beaux-Arts : L’Hôpital des fous, 1833, huile sur toile, 48 × 59 cm[24].
- Saint-Quentin, musée Antoine-Lécuyer : Comédiens ambulants. Ils se disposent à jouer dans une grange Zaïre et Psyché, Salon de 1833, huile sur toile, 81 × 116,5 cm[24].
- Troyes, musée Saint-Loup : Navires explorateurs dans les mers polaires, avant 1882, huile sur toile, 49 × 65 cm[24].
- Versailles, château de Versailles :
  - L'Abolition de l'esclavage dans les colonies françaises en 1848, 1848-1849, huile sur toile ;
  - Le duc d’Orléans descend le grand rapide de l’Eijampaïka sur le fleuve Mionio, en Laponie, août 1795, 1840, huile sur toile, 131 × 163 cm ;
  - Le duc d’Orléans reçu dans un campement de Lapons, août 1795, 1840, huile sur toile, 132 × 163 cm ;
  - Bataille navale d’Aboukir. Mort du capitaine du Petit-Thouars. 1er août 1798, 1869, huile sur toile, 164 × 226 cm[24] ;
  - Entrevue de Louis-Philippe et de la reine Victoria, à bord du “Victoria and Albert”. 2 septembre 1843, 1845, huile sur toile, 148 × 230 cm[24] ;
  - La Reine Victoria visitant l’escadre française en rade de Portsmouth. 15 octobre 1844, 1846, huile sur toile, 150 × 230 cm[24] ;
  - Le Prince de Joinville visite le Saint-Sépulcre à Jérusalem. 7 octobre 1836, 1842, huile sur toile, 184 × 175 cm, musée national des châteaux de Versailles et de Trianon[24].
  - Le Prince de Joinville visite le village maronite d’Heden au Liban. 30 septembre 1836, 1840, huile sur toile, 185 × 175 cm[24] ;
  - Léonie Biard, née Thévenot d’Aunet (1820-1879), huile sur toile, 24,5 × 21,5 cm[24] ;
  - Louis-Philippe 1er au milieu de la Garde nationale. 5 juin 1832, 1840-1844, huile sur toile, 350 × 520 cm[24] ;
  - Louis-Philippe au Cap Nord. Août 1795, 1841, huile sur toile, 132 × 163 cm[24] ;
  - Louis-Philippe 1er au milieu de la Garde nationale. 5 juin 1832, 1836, huile sur toile, 78 × 100 cm[24].

### Grande-Bretagne
- Kingston-upon-Hull, Wilberforce House (en) : Esclaves sur la côte ouest africaine, 1840.

### Norvège
- Tromsø, musée des Beaux-Arts[29] :
- Combat contre des ours blancs, vers 1839, huile sur toile, 50 × 62 cm ;
- Campement en Laponie, vers 1840, huile sur toile, 61 × 46 cm ;
- Le Pasteur Læstadius instruisant les Lapons, vers 1840, huile sur toile, 131 × 163 cm ;
- Le Spitzberg, Magdalena Bay, vers 1839, huile sur toile, 27,5 × 56 cm.

## Œuvres référencées non localisées
- Vente d’esclaves dans les États d’Amérique du Sud[8].
- La Chasse aux esclaves fugitifs[8].
- Sainte Marie Madeleine, Salon de 1827.
- Gulliver dans l’ile des géants, Salon de 1852.
- Hudson abandonné par son équipage en 1610, Salon de 1852.
- Exilés alsaciens dans les forêts vierges d’Amérique Salon de 1875[8].
- Wagon américain[8].
- Embarcation attaquée par des ours blancs, 1839[8].
- Préparation du poison de Curaray par les vieilles  femmes dans une tribu de sauvages, Salon de 1861[8].
- Invasion de moustiques sur l’Amazone, Salon de 1869[8].
- La Jeunesse de Linné[23].

## Iconographie
Un tableau réalisé par Jean-Baptiste Corot, Portrait de François-Auguste Biard (1830)  est conservé au musée d’Art et d’Histoire de Genève.
Dans Le Charivari du 11 septembre 1840 parut un portrait charge de Biard par Benjamin Roubaud avec la légende suivante :
Si Biard est peint en ours, c'est pour la belle page

Où de ses ours marins il montra l'abordage

Constamment il parcourt les mers et les forêts

Pour chercher les sujets des tableaux qu'il expose

Et sans que sur le sol son pied pose jamais

Devant lui le monde entier pose.

## Galerie

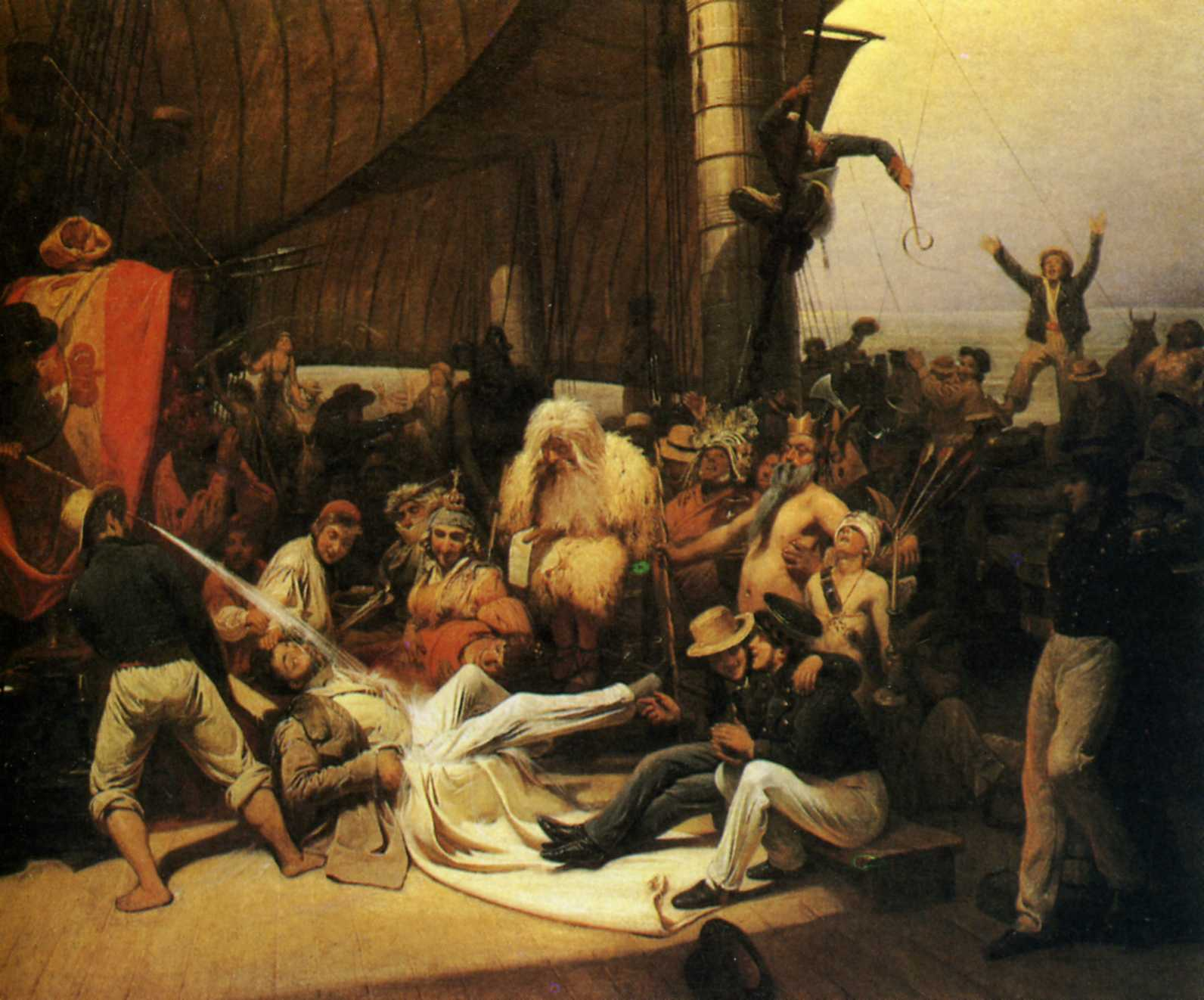
Le Passage de la Ligne.
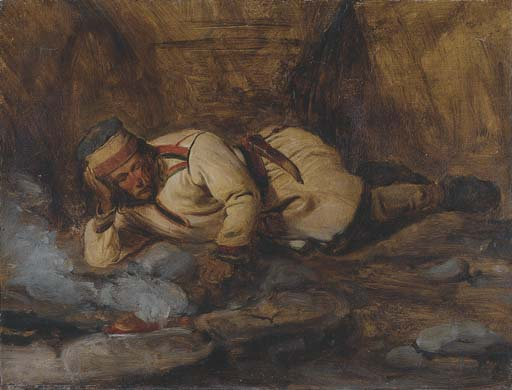
Lapon endormi près du feu.
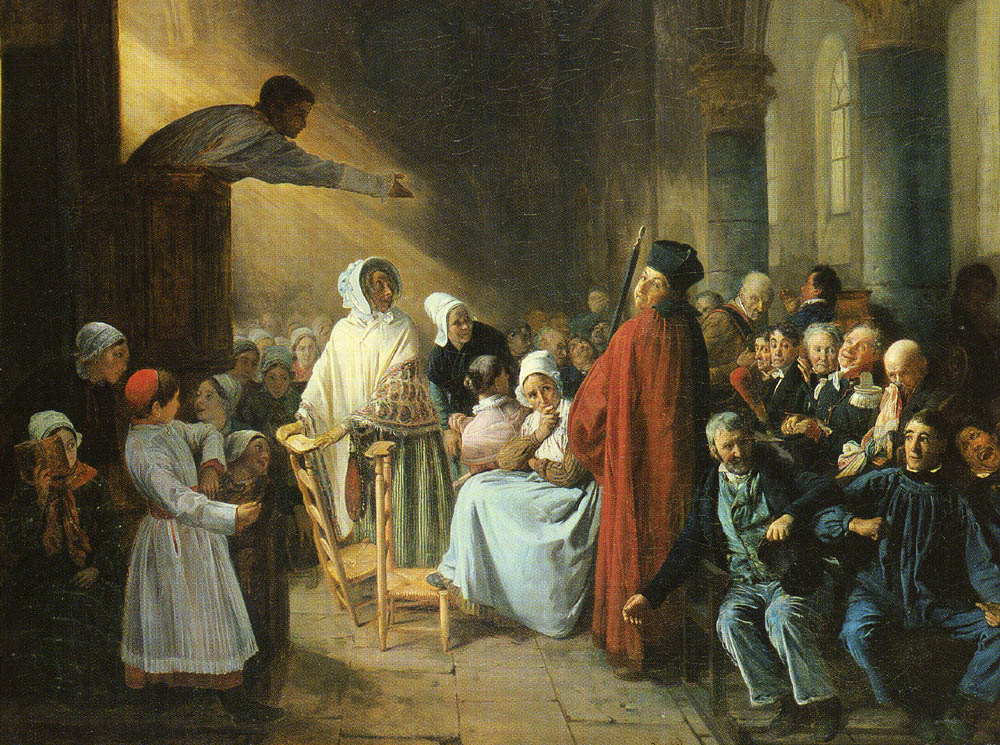
Le Sermon.
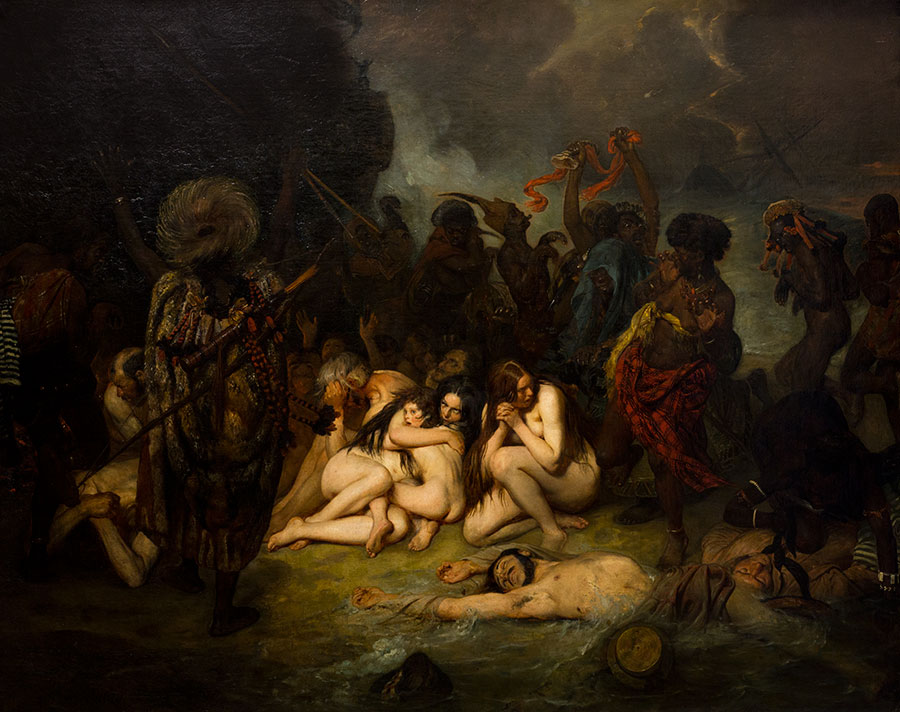
Naufragés.
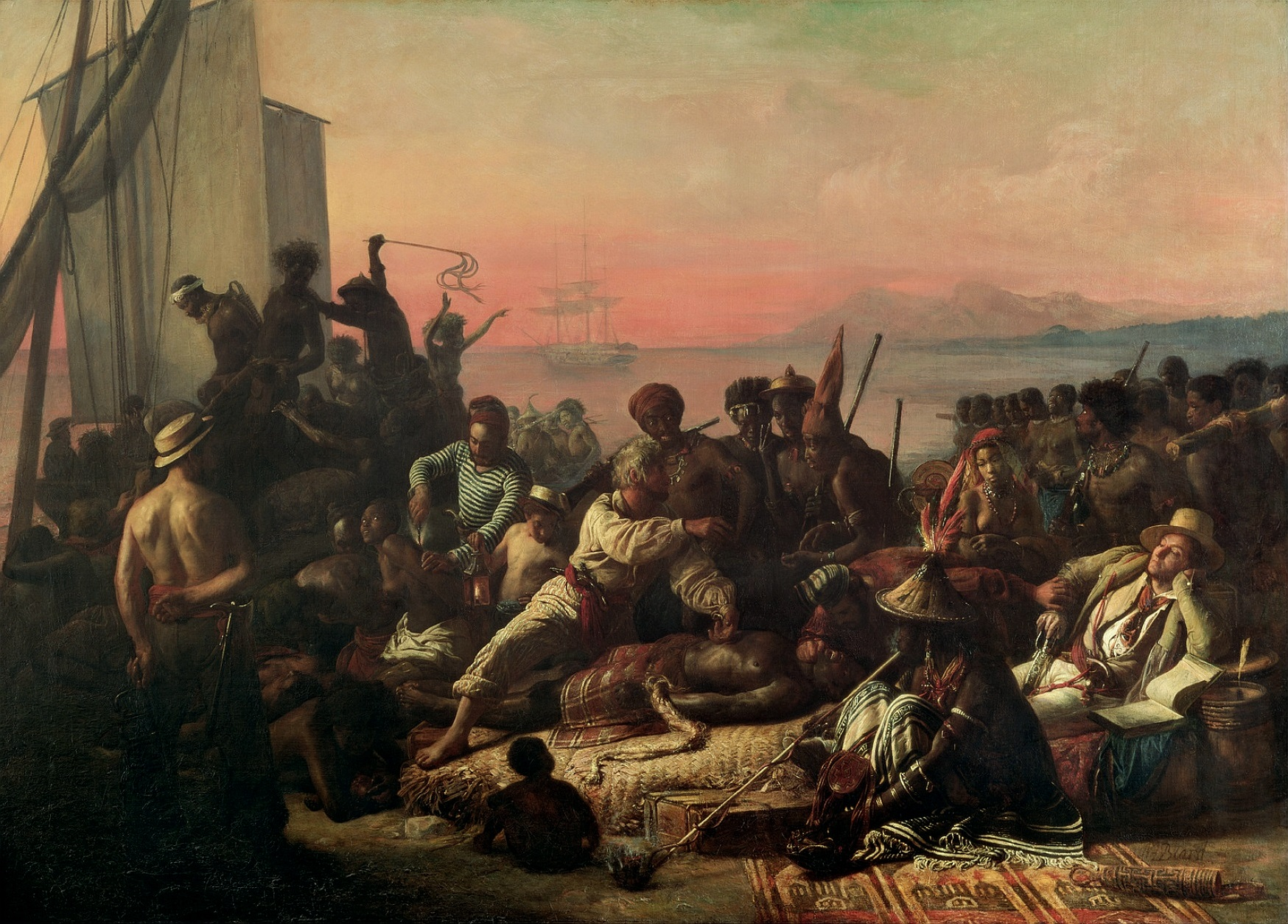
La Traite des esclaves, vers 1833.
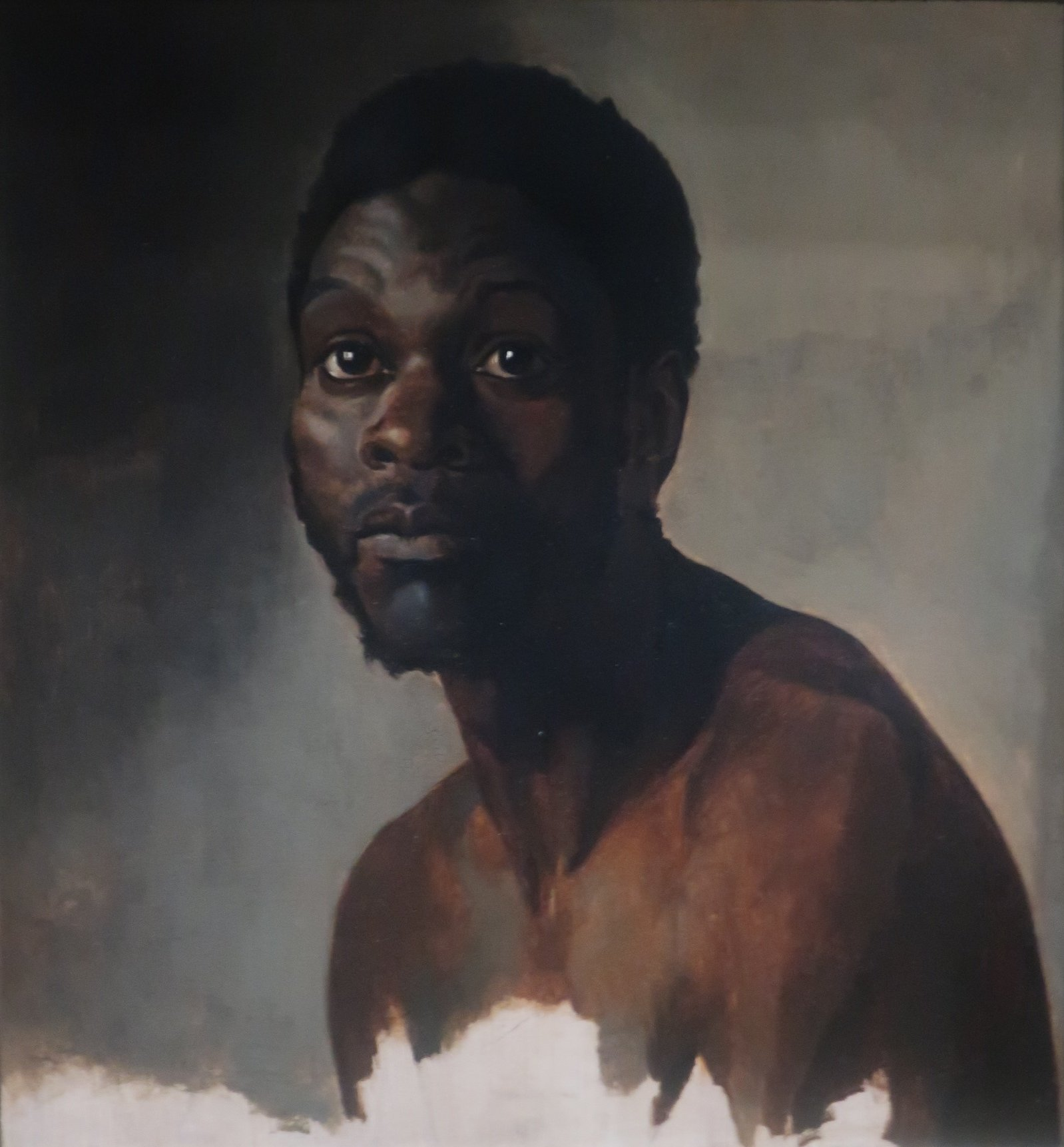
Étude d'un homme, 1848.
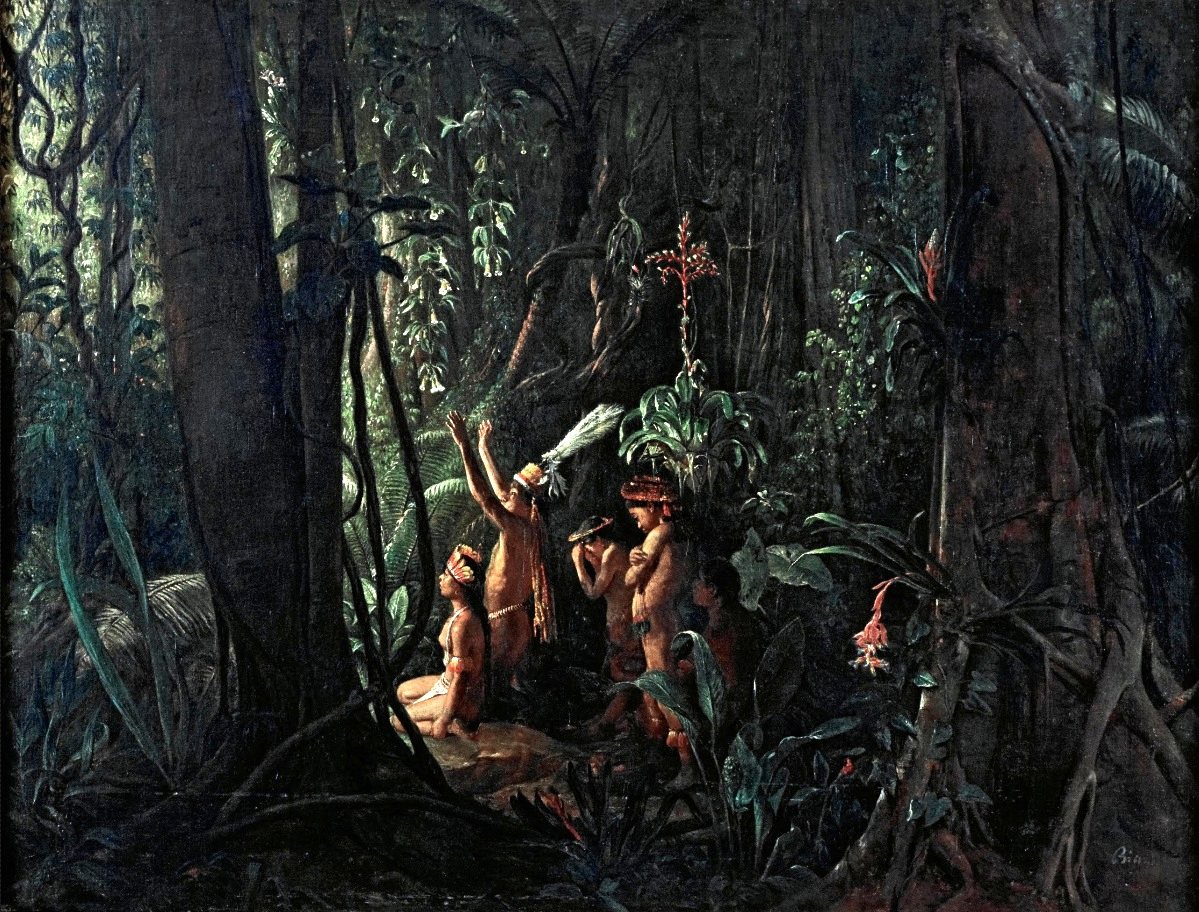
Indiens d'Amazonie adorant le dieu Soleil, vers 1860.
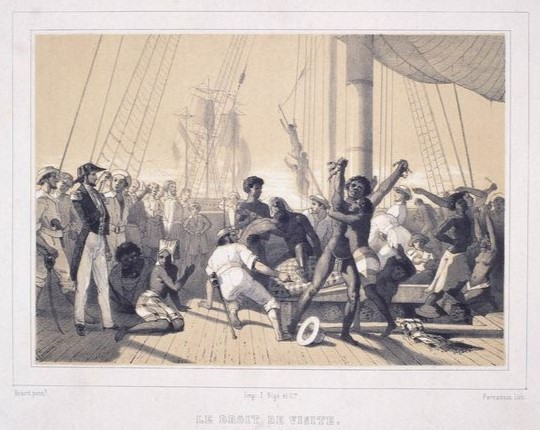
Droit de visite, dessin de François-Auguste Biard, gravé par Alexis Perrassin en 1846 (Musée d'Aquitaine, Bordeaux).